# Рејфорд (Флорида)
Рејфорд (енгл. Raiford) град је у америчкој савезној држави Флорида. По попису становништва из 2010. у њему је живело 255 становника.

## Демографија
Према попису становништва из 2010. у граду је живело 255 становника, што је 68 (36,4%) становника више него 2000. године.
| Група             | 2000.       | 2010.       |
| Белци             | 156 (83,4%) | 204 (80,0%) |
| Афроамериканци    | 28 (15,0%)  | 37 (14,5%)  |
| Азијати           | 0 (0,0%)    | 4 (1,6%)    |
| Хиспаноамериканци | 0 (0,0%)    | 7 (2,7%)    |
| Укупно            | 187         | 255         |